# پاین لول، شهرستان مونتگومری، آلاباما
پاین لول (به انگلیسی: Pine Level) یک منطقهٔ مسکونی در ایالات متحده آمریکا است که در شهرستان مونتگومری، آلاباما واقع شده‌است. پاین لول ۱٬۷۸۲ نفر جمعیت دارد و ۱۴۹٫۰۵ متر بالاتر از سطح دریا واقع شده‌است.